# Liste de personnalités liées à La Rochelle

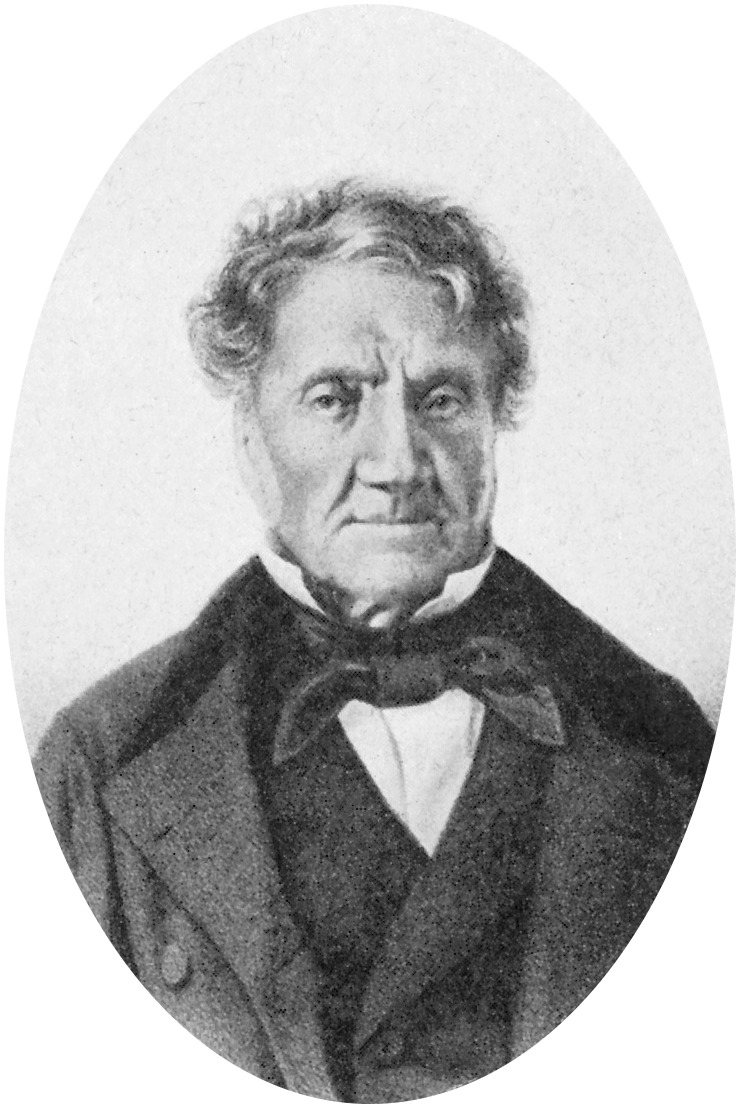
Aimé Bonpland

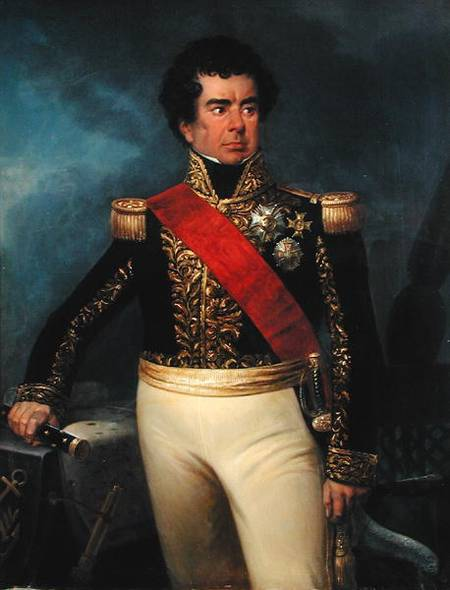
Guy-Victor Duperré

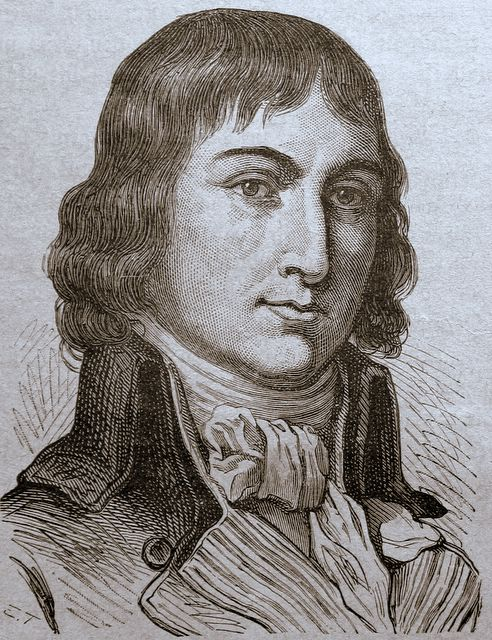
Jacques-Nicolas Billaud-Varenne

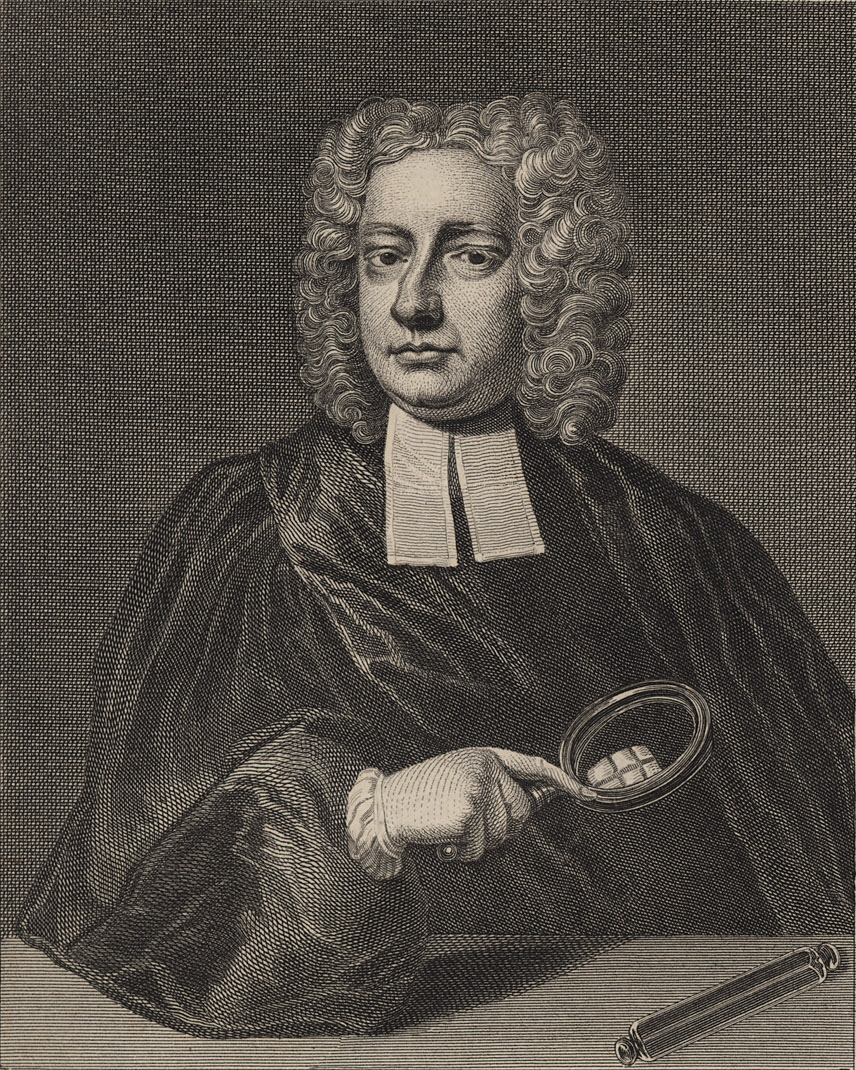
Jean Théophile Désaguliers

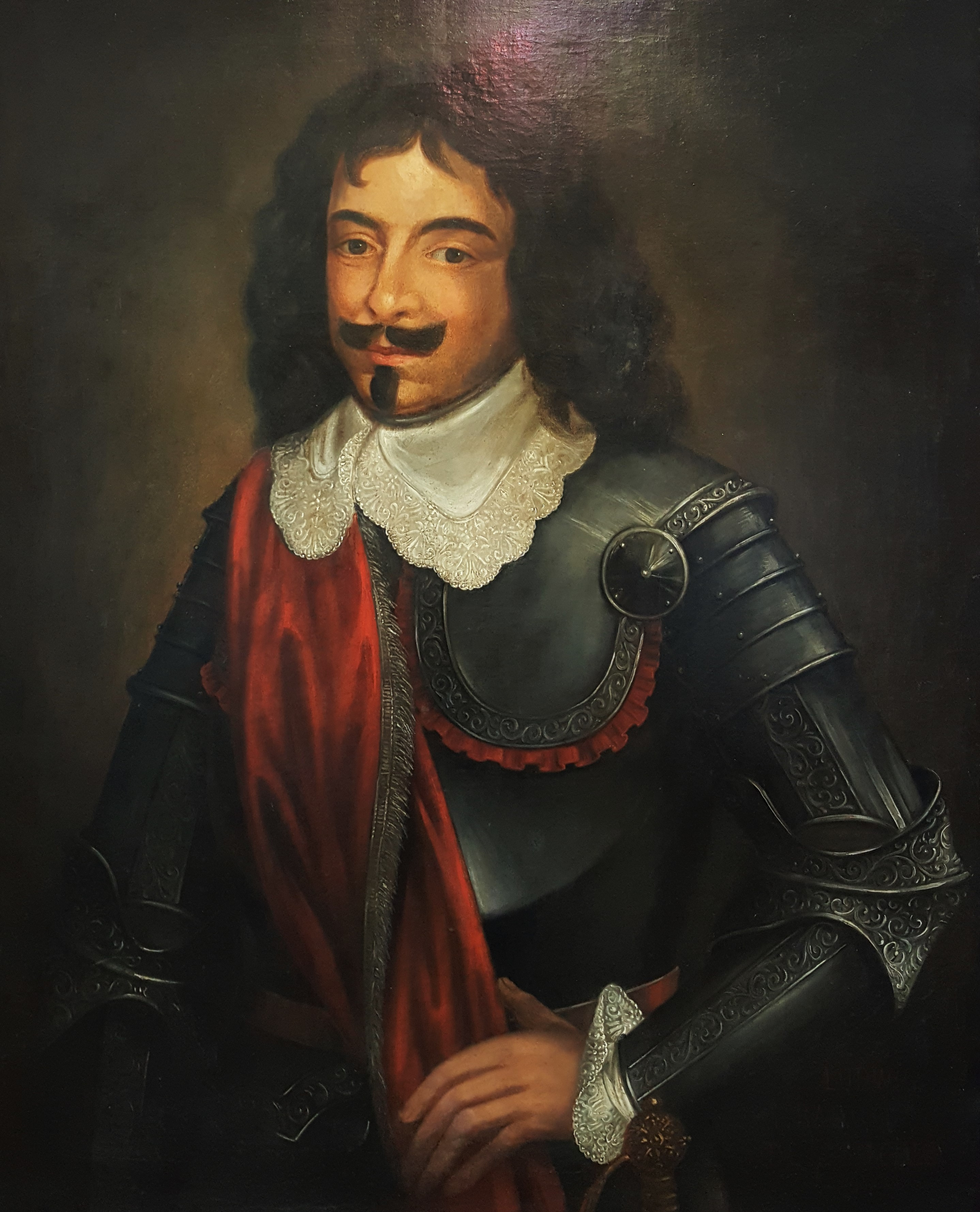
Jean-Louis Raduit de Souches

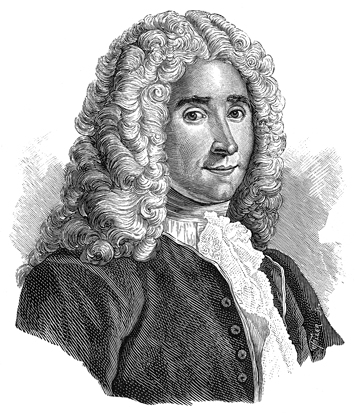
René-Antoine Ferchault de Réaumur

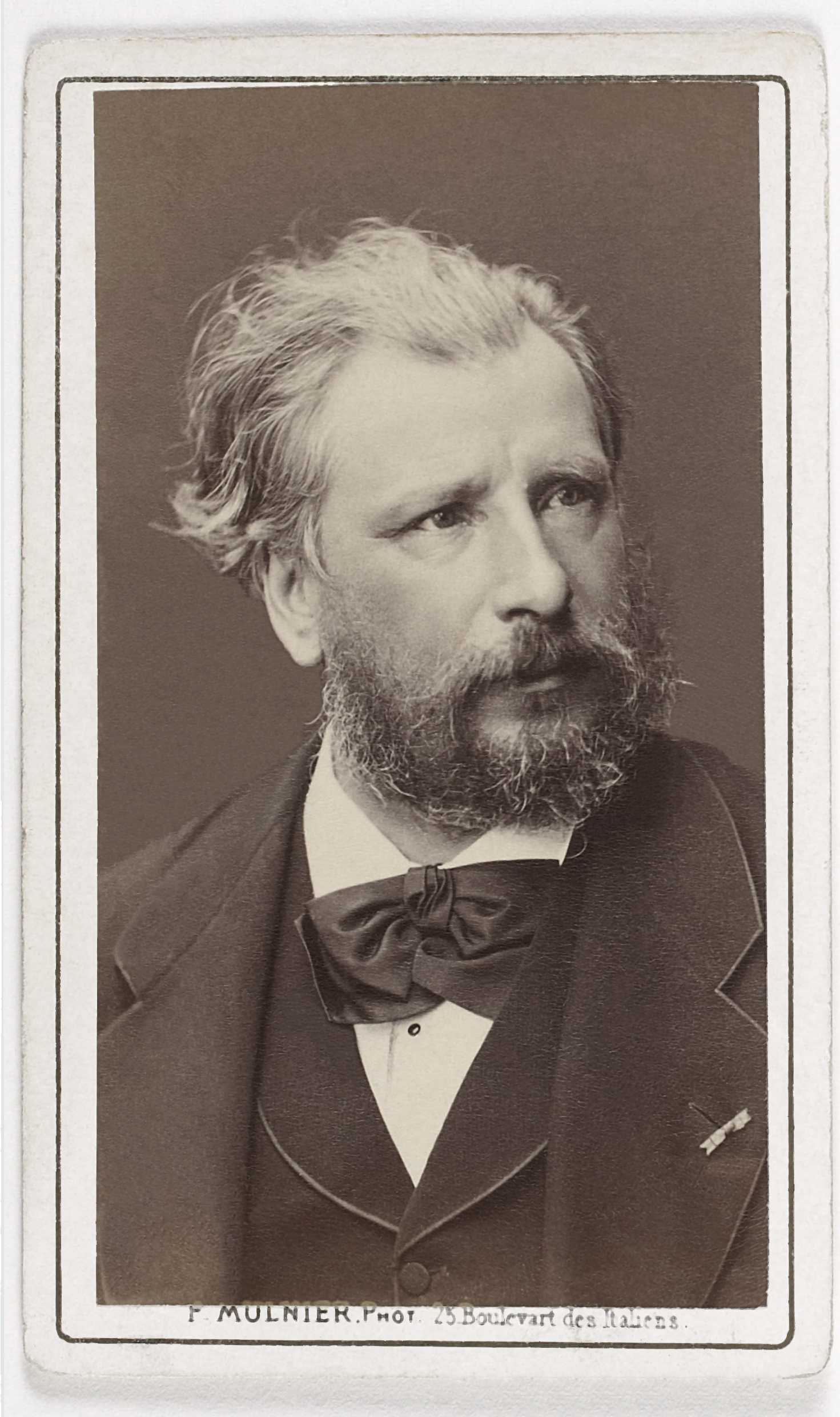
William Bouguereau

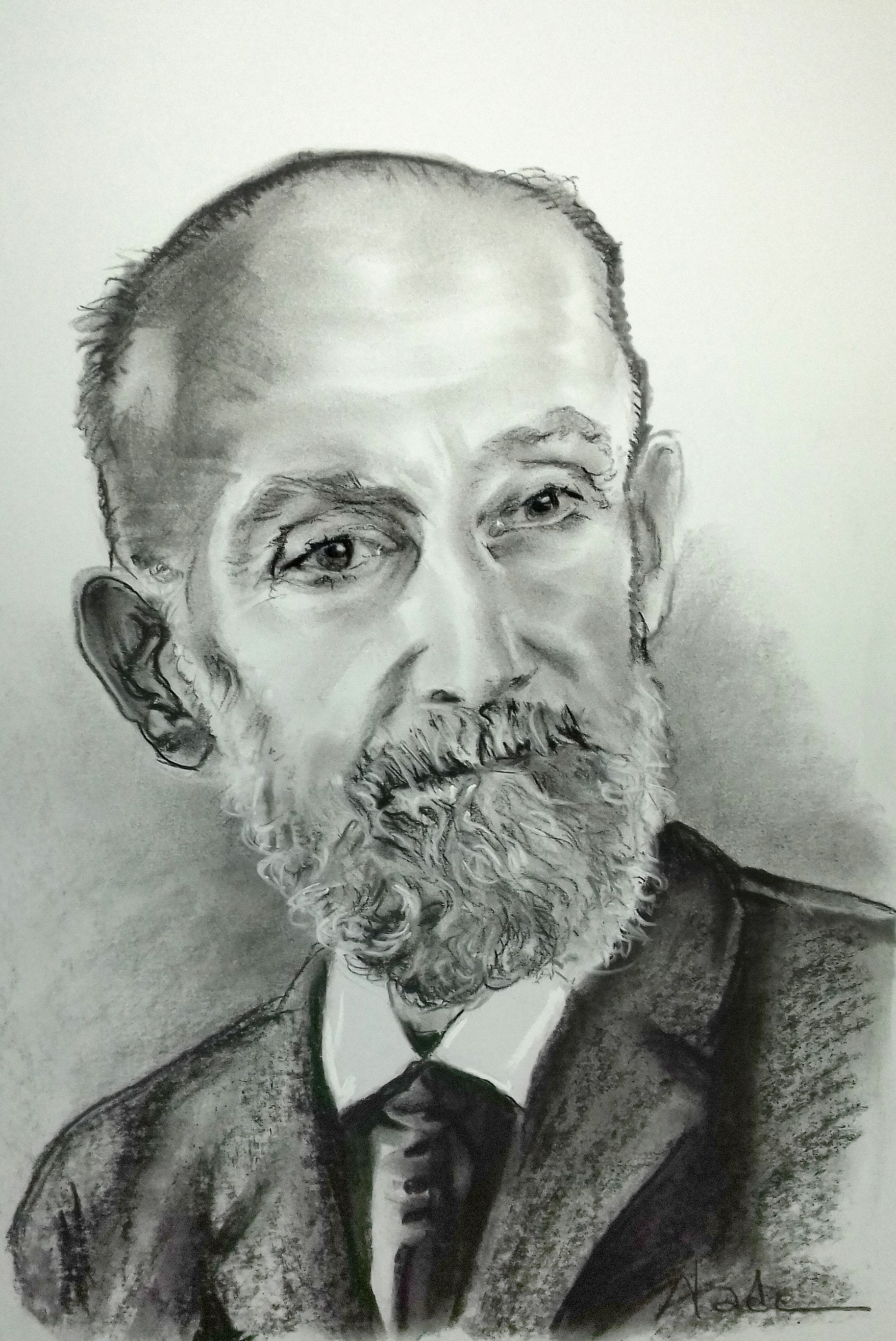
Albert Turpain, physicien

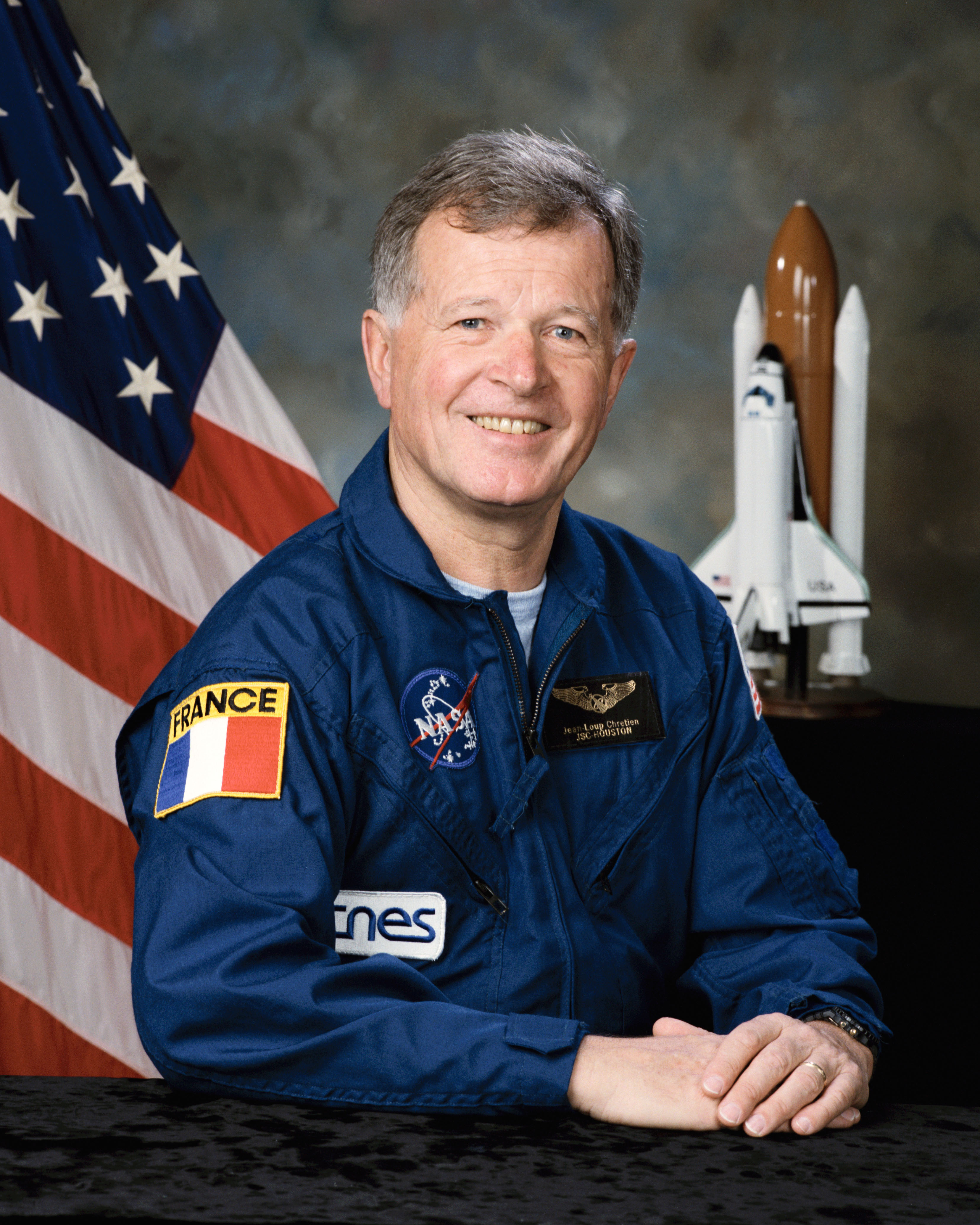
Jean-Loup Chrétien

Antoine Albeau

Liste de rochelais célèbres :

## AuXIIesiècle
- Alexandre Aufrédy (11??–1220), armateur et peintre, fondateur de l’hôpital portant son nom ;

## AuXIIIesiècle
- Nicolas Donin (12??–1287), juif devenu franciscain, instigateur du Procès du Talmud ;

## AuXIVesiècle
- Jean Chaudrier (1323–1392), maire ;

## AuXVesiècle
- Pierre Doriole (1407–1485), maire et chancelier de France ;

## AuXVIesiècle
- Louis Gargoulleau, capitaine et maire de la ville en 1588 ;
- Amos Barbot de Buzay (1566–1625), magistrat, historien, pair de La Rochelle, grand bailli de la province d’Aunis, et député sous Henri IV, célèbre pour avoir rédigé les Archives historiques de la Saintonge et de l’Aunis de 1199 à en 1575 ;
- Jean Guiton (1585–1654), maire et armateur, personnalité du protestantisme ;
- Élie Bouhéreau (1643-1719), protestant rochelais, premier bibliothécaire de la bibliothèque Marsh, Dublin

## AuXVIIesiècle
- Jean-Louis Raduit de Souches (1608–1682), général en chef du Saint-Empire romain germanique, véritable héros du siège de Brno ;
- Nicolas Gargot de La Rochette (1619–1664), capitaine de marine, corsaire et gouverneur de Plaisance ;
- Jacques Grollet, explorateur du Mississippi ;
- Gédéon Tallemant des Réaux (1619–1692), écrivain et poète ;
- François Tallemant (1620–1693), aumônier, traducteur (il connaissait cinq langues anciennes ou modernes) et académicien ;
- Elie Seignette (né en 1632 à La Rochelle, mort en 1698) était un chimiste et apothicaire français qui a inventé le Sel de Seignette ;
- Nicolas Venette (1633-1698), médecin, sexologue et écrivain, auteur du Tableau de l’amour conjugal, premier traité de sexologie en Occident ;
- Pierre Seignette (1660-1719), apothicaire à La Rochelle et médecin de Monsieur, frère du Roi puis de son fils, Philippe d'Orléans, le futur régent. Il est le fils du découvreur du Sel de Seignette ;
- Jean Théophile Désaguliers (1683–1744), physicien, mathématicien, mécanicien et astronome britannique, connu de nos jours comme étant l’un des fondateurs de la Franc-maçonnerie dite moderne. Ami et collaborateur d’Isaac Newton, il est le premier à percevoir l’ampleur de la révolution newtonienne. Il deviendra membre éminent de la Société royale de Londres et chapelain du duc de Galles, son élève ;
- René-Antoine Ferchault de Réaumur (1683–1757), l’un des plus grands savants du XVIIe siècle ;
- Jean-Baptiste Des Roches de Parthenay (1690-1768), historien et traducteur. Né à la Rochelle, c'était un huguenot. Il s'est exilé aux Pays Bas, puis au Danemark  après la révocation de l'édit de Nantes par Louis XIV en 1685. Il est mort à Copenhague.

## AuXVIIIesiècle
- Gabrielle-Suzanne de Villeneuve (1695—1755), romancière connue surtout pour avoir composé en 1740 La Jeune Américaine et les contes marins, première version moderne de La Belle et la Bête. Son roman le plus apprécié fut La Jardinière de Vincennes, paru en 1753 ;
- Pierre Adrien de Maudet (1720-1804), général français, se rallie à l'ennemi lors du siège de Toulon en 1793, est né dans la commune.
- Jean René Paul Blandine de Marassé (1726-1803), général français y est né.
- Pierre Nicolas Merle-Beaulieu (1738-1826), général français, né à La Rochelle, décédé à Paris.
- Jean-Baptiste Mercier Dupaty (1746-1788), juriste et homme de lettres, né à La Rochelle.
- André Mercier du Rocher (1753-1816), politique français, révolutionnaire, auteur de Mémoires et d'un Journal, sources sur l'histoire de la Révolution française en Vendée;
- Pierre-Charles Martin de Chassiron (1753-1825), agronome et homme politique, représentant de la Charente-Inférieure au Conseil des Anciens.
- Geneviève Brossard de Beaulieu (1755-1832), artiste peintre, y est née;
- Jacques-Nicolas Billaud-Varenne (1756–1819), politique français, révolutionnaire, auteur de plusieurs pamphlets, membre de la Commune de Paris, dirigea de concert avec Danton les sanglantes journées de Septembre 1792. Élu à la Convention par le département de la Seine, il vote la mort de Louis XVI ;
- Antoine de Sagne de Lombard (1756-1842), général français, décédé à La Rochelle.
- Jean-Louis Admyrauld (1760-1835), homme politique, préfet de la Charente-Inférieure.
- Louis-Benjamin Fleuriau de Bellevue (1761-1852), conseiller municipal, conseiller général, député, passionné par les sciences naturelles, à grandement contribué aux collections du muséum d’histoire naturelle de La Rochelle ;
- Louis Ordonneau (1770-1855), général français, né à Saint-Maurice (La Rochelle), décédé à Autouillet (Yvelines).
- Thomas-Patrice Nagle (1771-1822), général français, né à Cambrai, décédé à La Rochelle.
- Aimé Jacques Alexandre Goujaud Bonpland (1773–1858), chirurgien et botaniste ayant accompagné Alexander von Humboldt dans ses expéditions, auteur de précieux manuscrits ;
- Guy-Victor Duperré (1775–1846), amiral français, marin d’Empire, Pair de France et ministre de la marine. Enterré aux Invalides après des funérailles nationales, son nom figure sur l’Arc de triomphe de Paris ;
- Sophie Blanchard (1778–1819), aérostière.
- Marie Sallé (1709-1756) danseuse française du début de XVIIIème siècle, y est née.

## AuXIXesiècle
- François de Beauharnais (1756-1846), frère d’Alexandre de Beauharnais, représente la noblesse aux États Généraux de 1789, major général dans l’armée de Condé avant de se rallier à l’Empire ;
- Louis Gabriel Admyrauld (1784-1850), militaire et homme politique, élu député par le premier collège d'arrondissement de la Rochelle.
- Jean-Jacques Rasteau (1786-1854), homme politique, maire de La Rochelle, député du 1er collège de la Charente-Inférieure.
- Gustave de Chassiron (1791-1868), homme politique, député de la Charente-Inférieure de 1831 à 1848, sénateur du Second Empire de 1854 à 1868.
- Alcide Dessalines d'Orbigny (1802-1857), naturaliste, explorateur, malacologue et paléontologue français, célèbre pour son voyage en Amérique du Sud et ses travaux en paléontologie ;
- Adolphe d'Hastrel (1805-1874), officier, peintre et lithographe, auteur d'un Album rochelais, composé des vues les plus remarquables de la ville de la Rochelle
- Étienne Daillan, 1808-1859), médecin et maire de Bédarrides, seul officier municipal de Vaucluse à s'opposer au coup d'État de Louis-Napoléon Bonaparte.
- Félix Giraud-Teulon (1816-1887), ophtalmologue, préfet dans les Hautes-Alpes, membre de l’Académie de Médecine.
- Eugène Fromentin (1820–1876), peintre et écrivain ;
- Charles Édouard Beltrémieux (1825–1897), homme politique et naturaliste français, maire de La Rochelle de 1871 à 1874 puis de 1876 à 1879 et vice-président du conseil général en 1880 ;
- William Bouguereau (1825–1905), peintre qui était considéré de son vivant comme l’un des plus grands peintres du monde ;
- Marie-Joseph-Camille Doré (1831–1888), lieutenant de vaisseau du Plongeur, premier sous-marin motorisé au monde ;
- Arthur Verdier (1835–1898), capitaine au long cours, négociant et pionnier, il apporte les beaux et riches territoires de la Côte d'Ivoire à l’Empire colonial français ;
- Louis Péricaud (1835-1909), comédien, metteur en scène et auteur dramatique ;
- Arvède Barine (1840-1908), historienne et critique littéraire ;
- Ernest Lessieux (1848-1925), peintre de paysages, aquarelliste et fusiniste ;
- Louis Hillairaud 1849-1936) bourrelier,voyageur de commerce, auteur d'une tentative d'assassinat de l'ex-maréchal Bazaine ;
- Saint-Elme Gautier (1849-1905), peintre et dessinateur ;
- Albert Turpain (1867-1952), physicien né à La Rochelle, pionnier de la radiotélégraphie et de la télévision ;
- Gaston Le Provost de Launay (1874-1957), homme politique français ;
- Charles Descoust (1882-1974), peintre ;
- Léon Groc (1882-1956), journaliste et écrivain ;
- Guy de Luget (1884-1961), escrimeur, champion olympique par équipe à Paris en 1924 ;
- Paul Ramadier (1888–1961), homme politique, il refuse les pleins pouvoirs à Pétain et s’engage dans la Résistance intérieure française ;
- René Dorin (1891–1969), célèbre chansonnier ;
- Yvonne Salomon (1893-1982), infirmière, poète de l'Aunis.

## AuXXesiècle
- Georges Emonin (1902-1944), résistant français ayant vécu à La Rochelle ;
- Maurice Berlu (1907-1977), coureur cycliste mort à La Rochelle ;
- Jacques Pernet (1911-2002), résistant et Haut-fonctionnaire français, Compagnon de la Libération, mort à la Rochelle ;
- Paul Manauthon (1913-1943), résistant français mort à La Rochelle ;
- Michel Pichard (1918-1989), résistant français, Compagnon de la Libération ;
- Georges de Caunes (1919-2004), journaliste, a vécu à La Rochelle de 1983 jusqu'à sa mort en juin 2004 ;
- Jean Duvignaud (1921–2007), écrivain, critique de théâtre, sociologue, dramaturge, essayiste, scénariste et anthropologue ;
- José Beyaert, (1925–2005), coureur cycliste français, professionnel de 1949 à 1953.
- Guy Laroche (1923–1989), styliste ;
- Jean-Louis Rieupeyrout (1923-1992), professeur de français au lycée Léonce Vieljeux, écrivain, spécialiste de l'Ouest Américain ;
- Michel Crépeau (1930-1999), homme politique, maire de La Rochelle de 1971 à 1999 ;
- Paul Virilio, né en 1932, architecte et urbaniste français, auteur de nombreux essais, dans lesquels il souligne l'importance de l'espace concret dans la vie sociale ;
- Jean-Claude Chauray (1934-1996), peintre français ;
- Jean-Loup Chrétien, né en 1938, premier astronaute français ;
- Claude Dityvon (1937-2008), photographe
- Jean-Louis Foulquier, (1943-2013), animateur de radio et de télévision, acteur ;
- Bernard Giraudeau, (1947-2010), acteur, réalisateur, producteur et scénariste ;
- Maxime Bono, né en 1947, homme politique, maire de La Rochelle de 1999 à 2014 ;
- Raymond Bozier (né en 1950), écrivain et poète ;
- Jean-François Fountaine (1951 - ), maire de La Rochelle de 2014 à nos jours, ancien conseiller municipal de Michel Crépeau;
- Denis Montebello (né en 1951), écrivain, vit et enseigne à La Rochelle ;
- Jean-Pierre Élissalde, né en 1953, joueur de rugby à XV français ;
- Patrick Perret (1953-), coureur cycliste professionnel de 1975 à 1984, y est né.
- Jesse Garon, né en 1962, artiste ;
- Fabrice Neaud, né en 1968, artiste auteur de bandes dessinées ;
- Winshluss, né en 1970, auteur de bandes dessinées ;
- Antoine Albeau, né en 1972, véliplanchiste, plusieurs fois champion de France et multiple champion du monde depuis 1994 ;
- Damien Touya, né en 1975, escrimeur pratiquant le sabre, champion olympique aux jeux de 2004 à Athènes ;
- Jean-Baptiste Élissalde, né en 1977, fils de Jean-Pierre Élissalde, joueur de rugby à XV français ;
- Yohann Ploquin, né en 1978, handballeur jouant en équipe de France ;
- Alexandre Guyader, né en 1981, véliplanchiste de l'équipe de France. Place de 3e au Championnat du Monde de 2008 et vice-champion au Championnat d'Europe la même année ;
- Dimitri Champion, né en 1983, champion de France de cyclisme sur route ;
- Corine Petit, née en 1983, footballeuse française qui joue actuellement pour l'Olympique Lyonnais et en équipe de France de football.
- Matthieu Androdias, rameur, champion olympique en 2021, est né à La Rochelle.

## AuXXIesiècle
- Jean-Michel Blaizeau, historien et sociologue du sport français et notamment du Stade Rochelais, y demeure.
- Yannick Bestaven, skipper de course au large demeurant à La Rochelle, vainqueur de la Mini Transat (1998 et 2001), de la Transat Jacques-Vabre 2011 (Classe 40), de la Transat Jacques-Vabre 2015 (Classe 40), et du Vendée Globe 2020-2021